# Koki Kawachi
Koki Kawachi (japanisch 川地 功起 Kawachi, Koki; * 10. Mai 2000 in der Präfektur Gifu) ist ein japanischer Fußballspieler.

## Karriere
Koki Kawachi erlernte das Fußballspielen in den Jugendmannschaften von Tajimi ZELOFC, Nagoya Grampus und Gifu VAMOS, in der Schulmannschaft der Seiryo High School sowie in der Universitätsmannschaft der Chukyo University. Seinen ersten Vertrag unterschrieb er im Januar 2023 bei Albirex Niigata (Singapur). Der Verein, ein Ableger des japanischen Erstligisten Albirex Niigata, spielt in der ersten singapurischen Liga, der Singapore Premier League. Sein erstes Pflichtspiel für Albirex bestritt er am 19. Februar 2023 im Singapore Community Shield. In dem Spiel gegen Hougang United stand er in der Startelf und spielte die kompletten 90 Minuten. Sein erstes Pflichtspiel in der Liga bestritt er am 1. Spieltag am 25. Februar 2023 im Heimspiel gegen die Young Lions. Hier stand er in der Startelf und spielte die kompletten 90 Minuten. In der 89. Minute erzielte er sein erstes Ligator zum 3:0-Endstand. Am Ende der Saison 2023 feierte er mit Niigata die singapurische Meisterschaft.

## Erfolge
Albirex Niigata (Singapur)
- Singapurischer Meister: 2023
- Singapore Community Shield: 2023